# Prinzessin-Diana-Statue

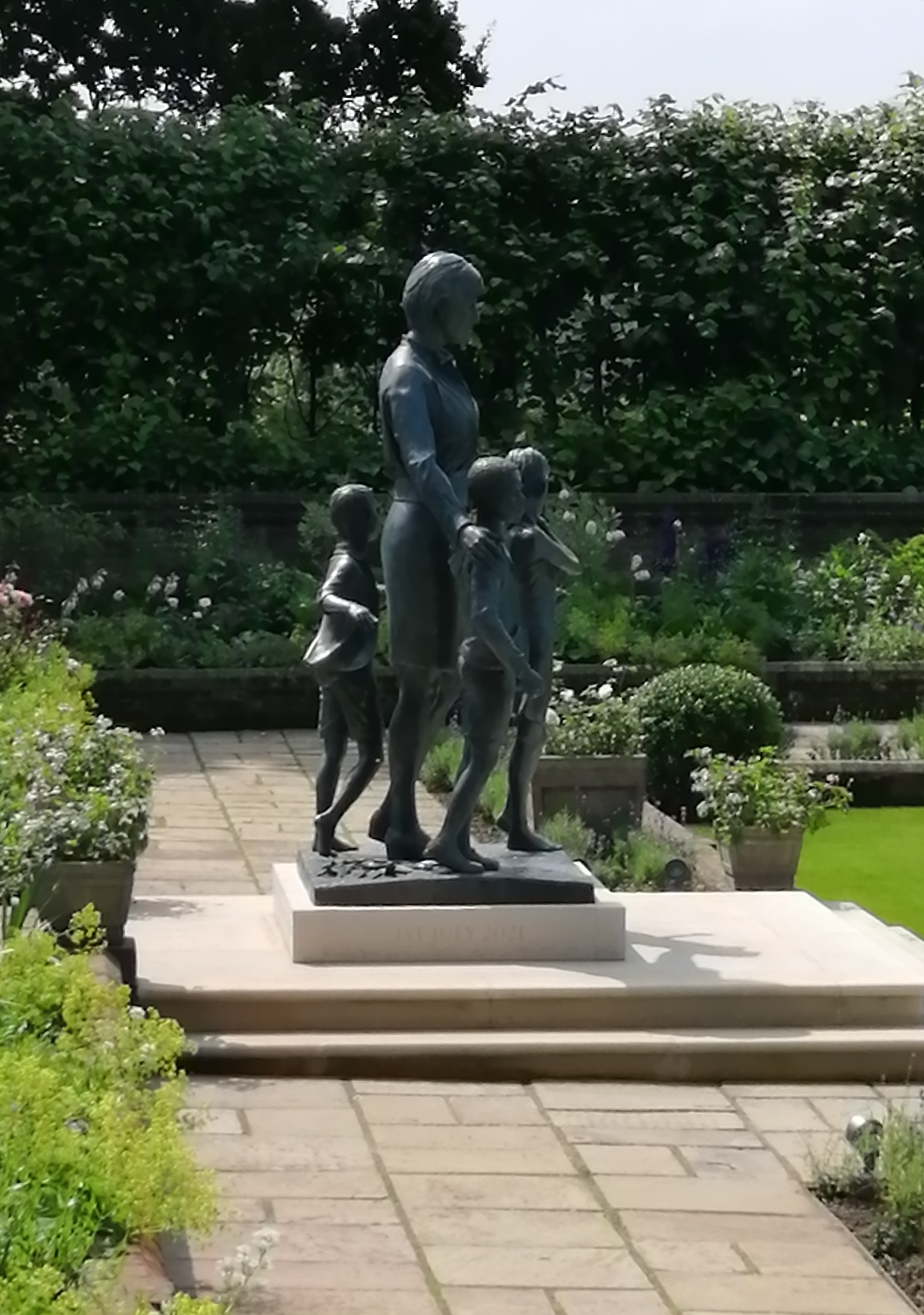
Prinzessin-Diana-Statue

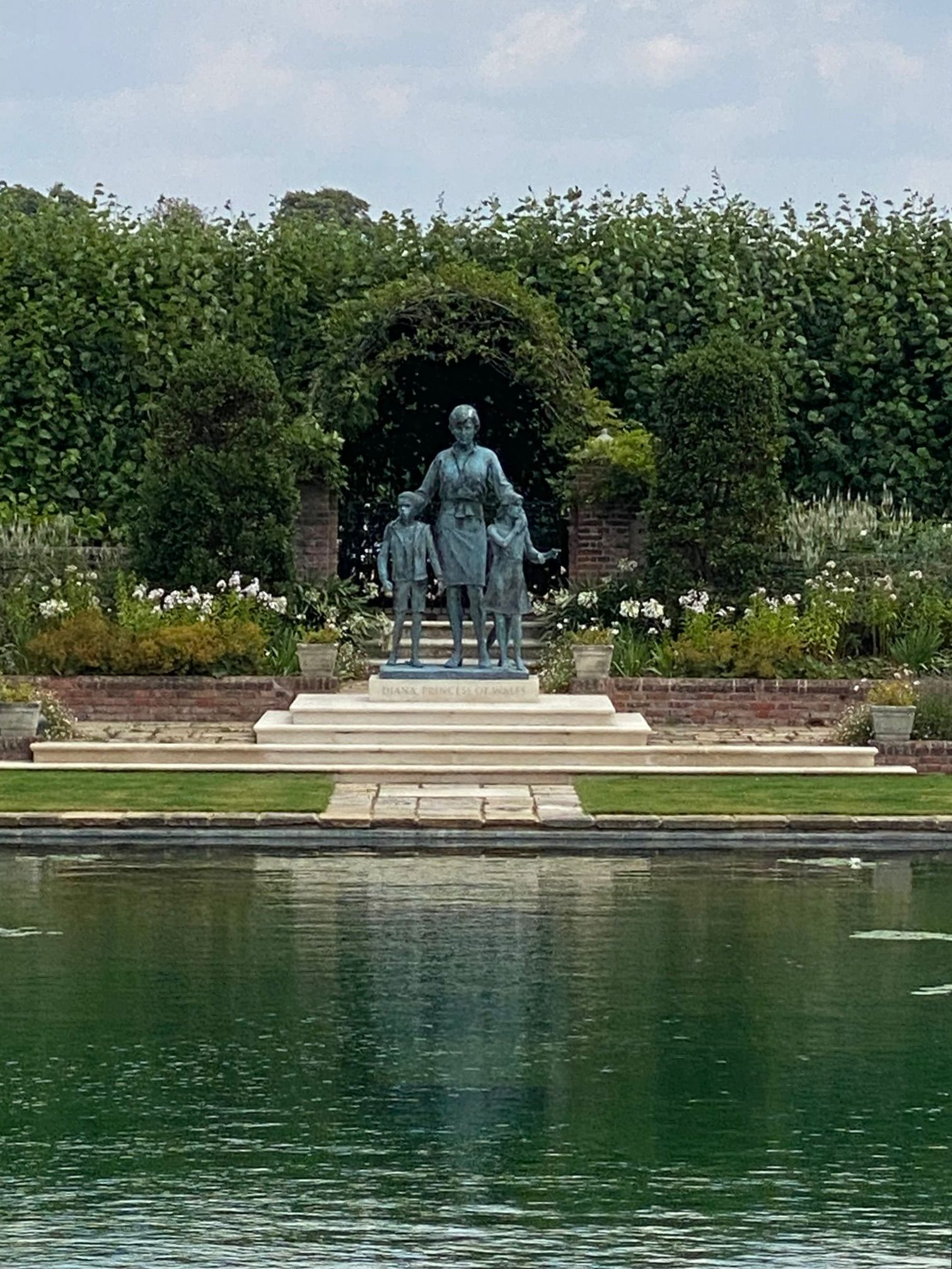
Prinzessin-Diana-Statue aus der Ferne

Die Prinzessin-Diana-Statue ist ein von dem Bildhauer Ian Rank-Broadley geschaffenes Denkmal, das Diana, Princess of Wales (1961–1997) darstellt und im Sunken Garden des Londoner Kensington Palace in England aufgestellt ist. Der Ort, an dem Dianas Skulptur steht, gehörte zu ihren Lieblingsplätzen für morgendliche Spaziergänge.

## Geschichte
Im Jahr 2017 beschlossen Dianas Söhne William und Harry eine Statue zu Ehren ihrer Mutter anfertigen zu lassen. Mit der Ausführung wurde der britische Bildhauer Ian Rank-Broadley beauftragt. Die feierliche Enthüllung wurde von William und Harry anlässlich des sechzigsten Geburtstages ihrer Mutter am 1. Juli 2021 gemeinsam vorgenommen. Aufgrund der COVID-19-Pandemie wurde die ursprünglich geplante Zeremonie mit etwa 100 geladenen Gästen auf eine kleine, sehr private Feier im engsten Familienkreis beschränkt. Königin Elisabeth II. nahm an der Veranstaltung nicht teil, da sie sich zu diesem Termin in Schottland aufhielt. Anwesend waren hingegen Dianas Geschwister Charles Spencer, Lady Sarah McCorquodale und Lady Jane Fellowes.

## Beschreibung
Die Prinzessin-Diana-Statue beträgt das 1,25-fache der natürlichen Größe und ist aus Bronze gefertigt. Diana ist von drei Kindern umgeben, einem Mädchen zu ihrer Linken sowie je einem Knaben zu ihrer Rechten und hinter ihr. Die Darstellung soll Diana als Beschützerin von Kindern, Schwachen und Bedürftigen zeigen. Der kleine Junge zu ihrer Rechten hat ein afrikanisches Aussehen und betont Dianas Engagement für alle Kinder ungeachtet ihrer Hautfarbe. Es sollen auch ihre Rolle als Botschafterin für humanitäre Zwecke und ihr mitfühlender Charakter vermittelt werden. Diana ist leger gekleidet. Sie trägt eine Bluse und einen kurzen Rock mit breitem Gürtel. Der Kleidungsstil basierte auf der letzten Periode ihres Lebens.